# Experimento de escolha adiada de Wheeler
O experimento de escolha adiada de Wheeler é, efetivamente, vários experimentos de pensamento em física quântica, proposto por John Archibald Wheeler, onde os mais prominentes entre eles apareceram em 1978 e 1984.  Essas experiências são tentativas de decidir se a luz de alguma maneira "detecta" o aparelho experimental na experiência da dupla fenda que irá percorrer e ajustará seu comportamento para se adequar assumindo o estado determinado apropriado para ele, ou se a luz permanece em um estado indeterminado, nem onda nem partículas. O primeiro experimento foi proposto por Wheeler em 1978. Outra versão proeminente foi proposta em 1983. Todos esses experimentos tentam chegar às mesmas questões fundamentais na física quântica. Muitos deles são discutidos no artigo de Wheeler de 1978, "O Passado" e a Experiência "Double-Slit-Delayed-Choice".
Os experimentos tentam responder a seguinte pergunta:

"O que faz com que as pessoas discutam sobre quando e como o fóton descobre que o aparelho experimental está em uma certa configuração e, em seguida, muda de onda para partícula para atender às exigências da configuração da experiência é a suposição de que um fóton tinha alguma forma física antes dos astrônomos observaram isso. De um modo era uma onda ou de outro era uma partícula; Ou ainda era em ambos os modos do outro lado da galáxia ou apenas de um jeito. Na verdade, os fenômenos quânticos não são ondas nem partículas, mas são intrinsecamente indefinidos até o momento em que são medidos."

## Princípio
De acordo com o princípio da complementaridade, um fóton pode manifestar propriedades de uma partícula ou de uma onda, mas não ambas ao mesmo tempo. Qual característica se manifesta depende se os experimentadores usam um dispositivo destinado a observar partículas ou observar ondas. Quando esta afirmação é aplicada de forma muito estrita, pode-se argumentar que, ao determinar o tipo de detector, alguém poderia forçar o fóton a tornar-se evidentemente apenas como uma partícula ou apenas como uma onda.

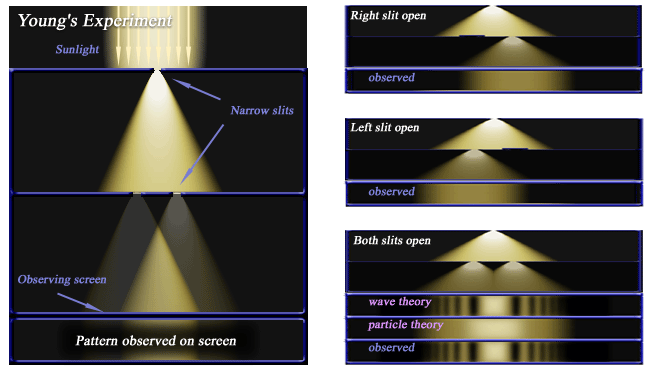
Resultados do experimento de fenda dupla

A detecção de um fóton é um processo destrutivo porque um fóton nunca pode ser visto em vôo. Quando um fóton é detectado, "aparece" nas conseqüências de seu desaparecimento, por exemplo, sendo absorvido por um elétron em um fotomultiplicador que recebe sua energia que é então usada para desencadear a cascata de eventos que produz um "clique" desse dispositivo. Um fóton sempre aparece em algum ponto localizado no espaço e no tempo. Nos aparelhos que detectam fótons, os locais em sua tela de detecção que indicam a recepção do fóton dão uma indicação de se manifestava ou não sua natureza de onda durante o seu movimento, desde a fonte do fóton até o dispositivo de detecção.  Portanto, é comum dizer que, em um experimento da fenda dupla, um fóton exibe sua natureza de onda quando passa por ambas as fendas e aparece como uma opaca mancha de iluminação na tela de detecção e manifesta a sua natureza de partículas quando passa somente por uma fenda e aparece na tela como um cintilante ponto bem localizado.
Dada a interpretação da física quântica que diz que um fóton está sob sua forma de uma onda ou sob sua forma de uma partícula, surge a questão: quando o fóton decide se vai viajar como uma onda ou como uma partícula? Suponha que uma experiência tradicional de dupla fenda seja preparada para que qualquer uma das fendas possa ser bloqueada. Se ambas as fendas estiverem abertas e uma série de fótons forem emitidos pelo laser, um padrão de interferência emergirá rapidamente na tela de detecção.  O padrão de interferência só pode ser explicado como uma conseqüência do fenômeno das ondas, então os experimentadores podem concluir que cada fóton "decide" viajar como uma onda logo que é emitido. Se apenas uma fenda estiver disponível, então não haverá padrão de interferência, então os experimentadores podem concluir que cada fóton "decide" viajar como uma partícula assim que for emitida.